# Dr.Tと女たち
『Dr.Tと女たち』（英: Dr. T and the Women）は、2000年に製作されたアメリカ映画。ロバート・アルトマン監督作品。リチャード・ギア主演。

## ストーリー
ダラスの産婦人科医・Tは、容姿も人柄もよかったため、患者からの評判が良かった。ある日、Tの妻・ケイトが精神不調に陥り、精神療養施設に入所する。
その後、Tはゴルフ・クラブで知り合ったブリーという女性と親しくなる。また、Tは結婚を控えていた娘ディディが友人のマリリンと同性愛関係にあることを知り、頭を抱える。
そして結婚式が執り行われるが、ディディとマリリンが口づけを交わしたことで台無しとなる。混乱したTはブリーに告白するも降られてしまい、自暴自棄になって車を走らせた結果、嵐に巻き込まれてしまう。気が付いた彼は近くで出産の準備が行われていることを知り、それを手伝う。

## キャスト
| 役名                            | 俳優                 | 日本語吹替   |
| ------------------------------- | -------------------- | ------------ |
| Dr.T （サリヴァン・トラヴィス） | リチャード・ギア     | 田代隆秀     |
| ブリー                          | ヘレン・ハント       | 植松りか     |
| ケイト（Tの妻）                 | ファラ・フォーセット | 大西多摩恵   |
| ペギー                          | ローラ・ダーン       | かんのひとみ |
| キャロリン                      | シェリー・ロング     |              |
| ディディ（Tの娘）               | ケイト・ハドソン     | 福寿直子     |
| マリリン                        | リヴ・タイラー       | 夏川朋子     |
| コニー                          | タラ・リード         | 柴崎めぐみ   |
| ハーラン                        | ロバート・ヘイズ     |              |
| ビル                            | マット・マーロイ     |              |
| イライ                          | アンディー・リクター |              |
| Dr.ハーパー                     | リー・グラント       |              |
| ドロシー                        | ジャニン・ターナー   |              |

- その他の日本語吹き替え：蓬萊照子／坂元貞美／松永英晃／桝谷裕／中村まり子／原千果子／松永麻里／伊藤ゆきえ／井上剛／西岡賢吾／内田尋子／長谷川知子／土岐典子／桜瀬まり／沢谷香於里／菊池純／菊池未帆／湯沢勉